# Станція Харків (організація)
«Станція Харків» — волонтерська ініціатива, створена у Харкові у травні 2014 року (офіційною датою створення вважається 1 червня). Незалежна недержавна, некомерційна, благодійна та громадська організація, створена з метою ефективного надання актуальної допомоги людям, які опинилися в біді. Спочатку допомога надавалася внутрішньо переміщеним особам із АР Крим і зони проведення АТО. Потім цільова аудиторія була розширена. На сьогоднішній день допомога надається також родинам загиблих учасників бойових дій, харків'янам та жителям Харківської області.

## Місія та завдання
«Станція Харків» об'єднує та координує зусилля багатьох волонтерів та громадських організацій, що займаються допомогою переселенцям із зони АТО та АР Крим, родинам загиблих учасників бойових дій, харків'янам, що потрапили в біду, за різними напрямками (поселення, гуманітарна допомога, психологічна реабілітація, допомога у працевлаштуванні, інформаційна підтримка, медичний, юридичний, соціальний супровід і т. д.).

## Принципи
Принципи, якими керуються волонтери «Станції Харків»:
1. Захист прав людини.

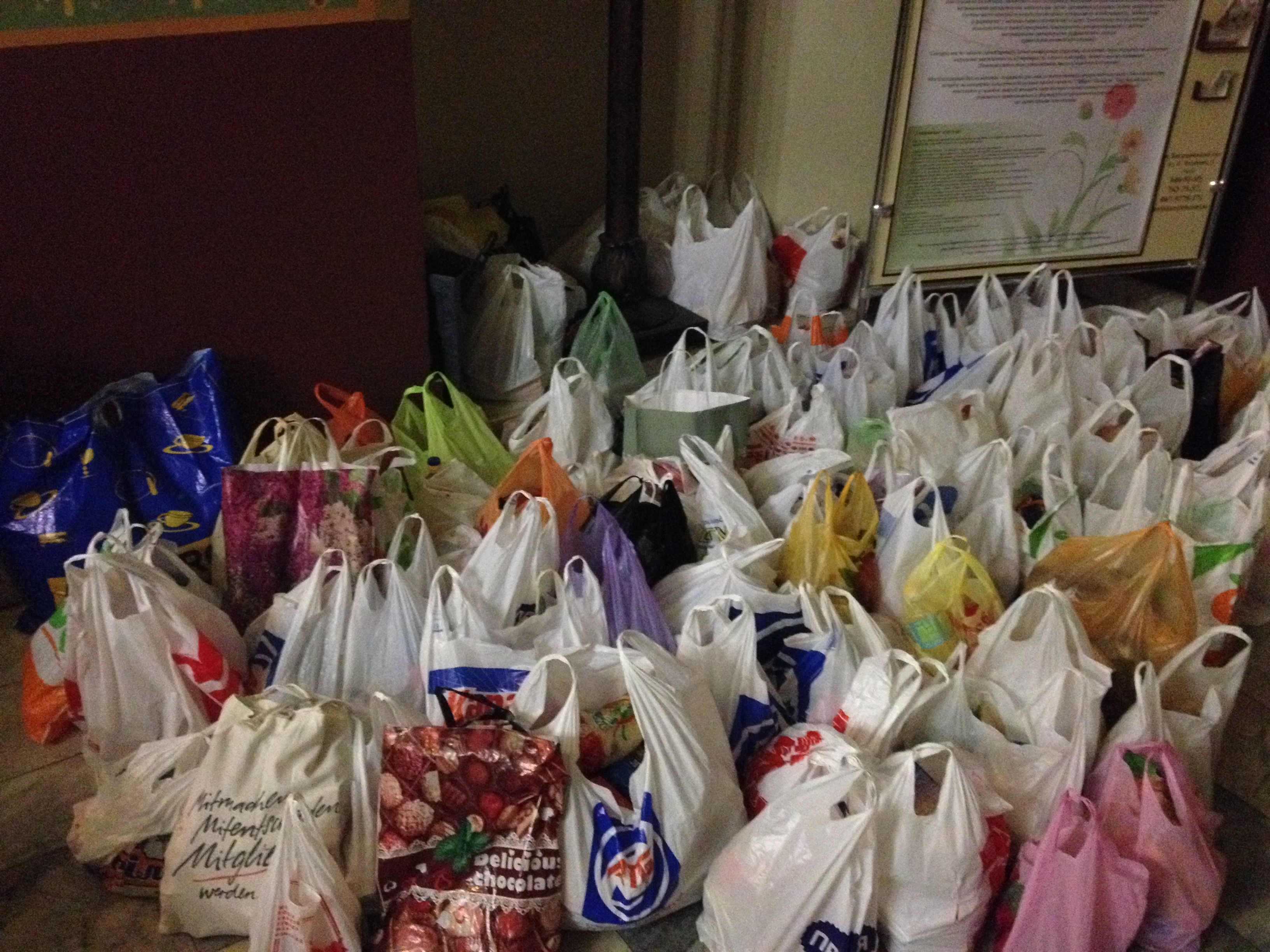
Сотні харків'ян принесли продукти під час благодійного концерту у філармонії

Волонтери діють відповідно до принципів загальновизнаної лікарської етики і загальновизнаного права на гуманітарну допомогу. На цій підставі волонтери вимагають від уряду, державних органів і силових формувань, що діють на території країни, повної свободи і сприяння в здійсненні своєї діяльності.
2. Людська гідність.
У своїй діяльності по організації безпосередньої допомоги, інформаційних, публічних і рекламних заходах волонтери виходять з принципу «рівний — рівному, який потрапив в біду».
3. Адаптація.
Діяльність волонтерів спрямована на зниження уразливості ВПО, їх виживання, реабілітацію, адаптацію, інтеграцію в суспільство.
4. Дотримання законодавства України.
Волонтери проводять просвітницьку роботу з громадянами, яким надається допомога, для підвищення рівня правової грамотності. Зокрема, займаються проясненням положень статей Конституції України і УКУ, що стосуються прав і відповідальності, (в тому числі за публічні заклики чи розповсюдження матеріалів із закликами до вчинення дій, спрямованих на зміну меж території або державного кордону України на порушення порядку, встановленого Конституцією України (стаття 110 КК).
5. Неспричинення шкоди.
Волонтери співвідносять користь і ризики, супутні їх діяльності і не вживають дій, що несуть загрозу тим, кому надається допомога.
6. Взаємоповага.
Волонтери ставляться один до одного з повагою і будують відносини, виходячи з пріоритету ефективного надання допомоги ВПО.
7. Координація.
Для більш ефективного надання допомоги волонтери координуються між собою за напрямками діяльності, виходячи з досвіду, зони відповідальності та володіння інформацією.
8. Узгодженість.
Волонтери не роблять публічних заяв від імені об'єднання, не укладають будь-яких зовнішніх домовленостей, не отримавши колегіального схвалення інших волонтерів або координаторів групи.
9. Відповідальність.

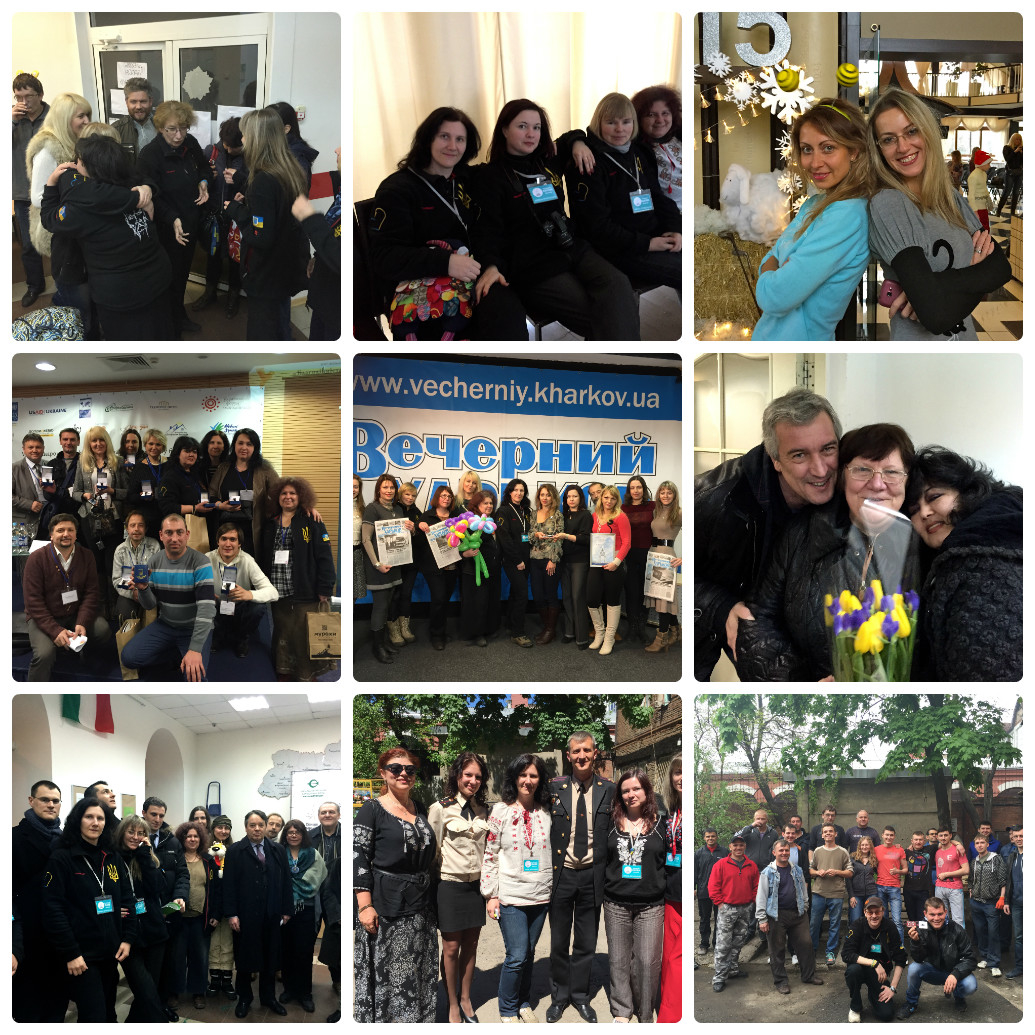
Різні події із життя волонтерів «Станції Харків»

Волонтери самі намагаються розраховувати свій час і сили, відповідають за свій душевний спокій і контролюють свої емоції. Волонтери з повагою ставляться один до одного, і не беруть на себе завдань, які не збираються вирішувати. Волонтери зобов'язуються дотримуватися інструкції з безпеки, розроблені компетентної робочою групою і відпочивати так часто, як це необхідно для збереження їх фізичного і психологічного здоров'я.
10. Свобода волі.
Ніхто не має права примушувати волонтера робити те, що є несумісним з його етичними переконаннями, перевищує його фізичні або психологічні можливості або карається відповідно до УКУ.
11. Прозорість.
Волонтери беруть на себе зобов'язання щодо цільового використання коштів і ресурсів, що надаються їм для надання допомоги і забезпечують прозору звітність.
12. Незалежність.
Волонтери зобов'язуються неухильно дотримуватися норм загальногромадянської і професійної етики для збереження повної незалежності об'єднання від всіляких політичних, релігійних та економічних сил.

## Донори та благодійники

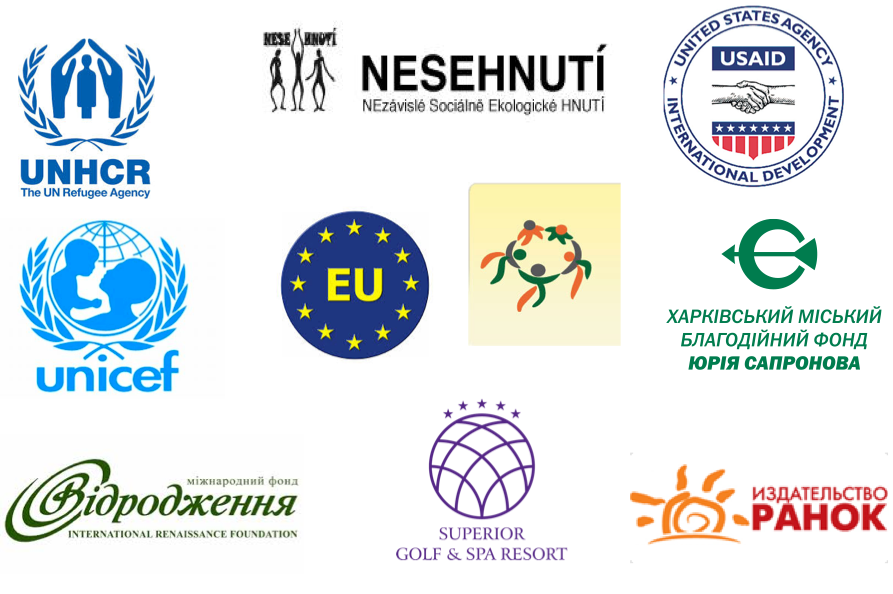
Логотипи деяких донорів і благодійників, що допомагають ВПО через волонтерську ініціативу «Станція Харків»

Основним джерелом фінансування організації є пожертвування від громадян України, представників українських діаспор за кордоном і іноземних громадян, що співчувають. «Станція Харків» співпрацює з низкою міжнародних гуманітарних і правозахисних організацій, що надають гуманітарну допомогу та інституційну підтримку на умовах нейтралітету, незалежності, прозорості і рівноправного партнерства.
Пожертви благодійників здійснювалися як на рахунки Благодійного фонду «Станція Харків», так і адресно конкретним людям і родинам як грошима, так і товарами, речами, послугами.
Гранти донорів надавалися і надаються відповідно до вирішення конкретних проблем — соціальна адаптація, працевлаштування, перекваліфікація, облаштування регіональних пунктів «Станції Харків» тощо.

## Волонтери

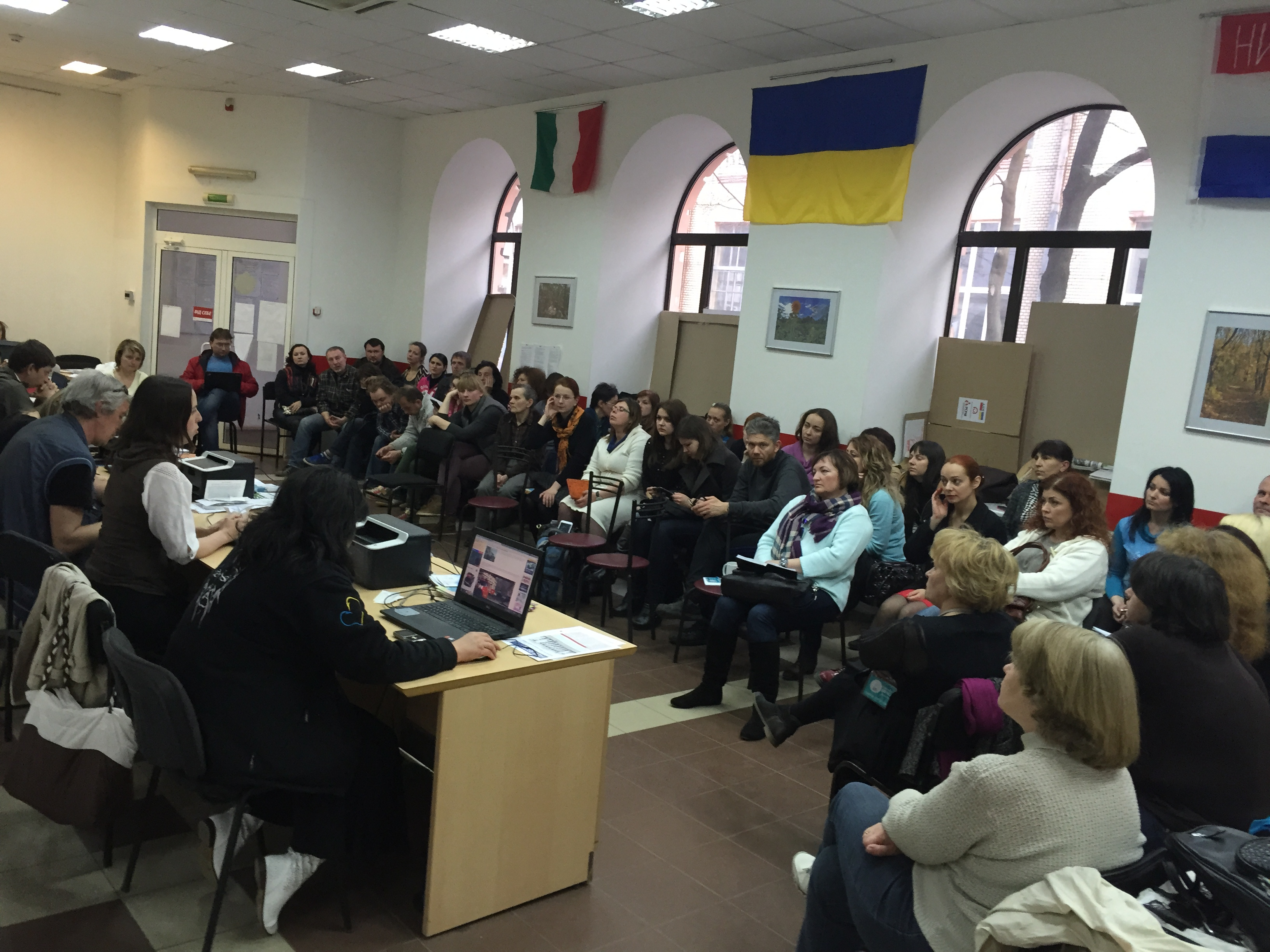
Чергові загальні збори волонтерів (Харківський пункт), квітень 2015 року

Ініціативу заснували та розпочали допомагати внутрішньо переміщеним особам із зони проведення АТО кілька жінок-харків'янок у червні 2014 року, а у серпні-вересні 2014 року волонтерів «Станції Харків» нараховувалося близько 150 осіб. Це люди різних професій, різних соціальних груп, що раніше не були знайомі один з одним, але об'єдналися задля допомоги людям, що потрапили у біду. На сьогоднішній день на «Станції Харків» працює близько 110 волонтерів, 70 у Харкові, інші у Харківській області. 40 % волонтерів — ВПО.

## Історія створення та організація роботи
Навесні 2014 року у Харкові стихійно в соціальних мережах почала організовуватися робота з допомоги ВПО: збір речей, надання безкоштовного житла тощо. Зібрані продукти і речі волонтери відвозили до місць стихійного поселення ВПО (зазвичай це були релігійні спільноти).
Одночасно на горячу лінію Червоного Хреста прймалися заявки-прохання про допомогу з розселення, медзабезпечення, пошуку роботи в інших регіонах, закупівлю квитків для подальшого переїзду людей як територією України, так і для виїзду людей з Луганської та Донецької області (в той час залізничне сполучення ще працювало). Надходило до сотень прохань про допомогу на день, з якими працювали незалежні волонтери за свій кошт і під свою відповідальність.
На початку літа 2014 року було створено перший пункт допомоги, що був розташований в офісі, який тимчасово надала місцева жителька до волонтерських послуг. Це був єдиний на той час пункт у Харкові, де люди з АР Крим та Донбасу могли отримати гуманітарну допомогу, яку сюди приносили небайдужі харків'яни.

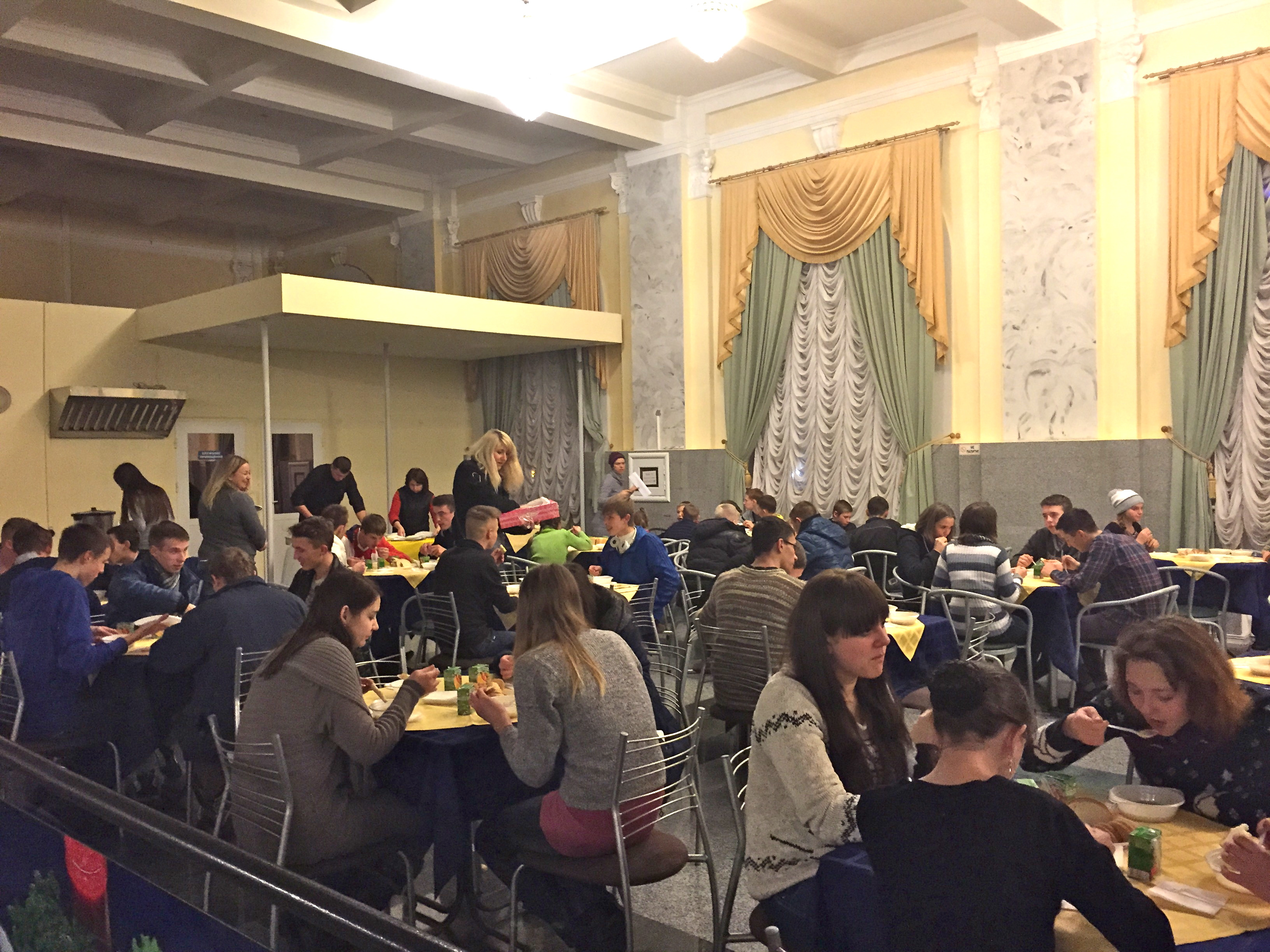
Волонтери облаштували пункт харчування на залізничному вокзалі для підлітків із зони АТО

З кінця липня — початку серпня 2014-го року було створено волонтерський пункт «Станції Харків» на залізничному вокзалі Харків-Південний, де надавалася консультативна допомога, було організоване харчування, надавалася гуманітарна допомога у вигляді речей першої необхідності, продуктових наборів у дорогу, відбувалося тимчасове поселення осіб, які потребували. (Пункт на вокзалі було закрито 1 грудня 2015 року через скорочення залізничного руху та зниження потоку ВПЛ, які прибували із зони проведення АТО.)
Поступово у серпні 2014-го року до волонтерської ініціативи приєдналися і державні служби — Державна служба України з надзвичайних ситуацій та Харківський центр зайнятості, з якими і досі «Станція Харків» активно співрацює (преставник Центру зайнятості чергує 2 рази на тиждень на волонтерському пункті «Станції Харків», вул. Дмитрівська, 25).
Одночасно з пунктом на Південному вокзалі працював пункт надання гуманітарної допомоги «Станція Харків», що був розташований за адресою: вул. Червоножовтнева, 20, пізніше — вул. Карла Маркса, 2/15, зараз — вул. Дмитрівська, 25.

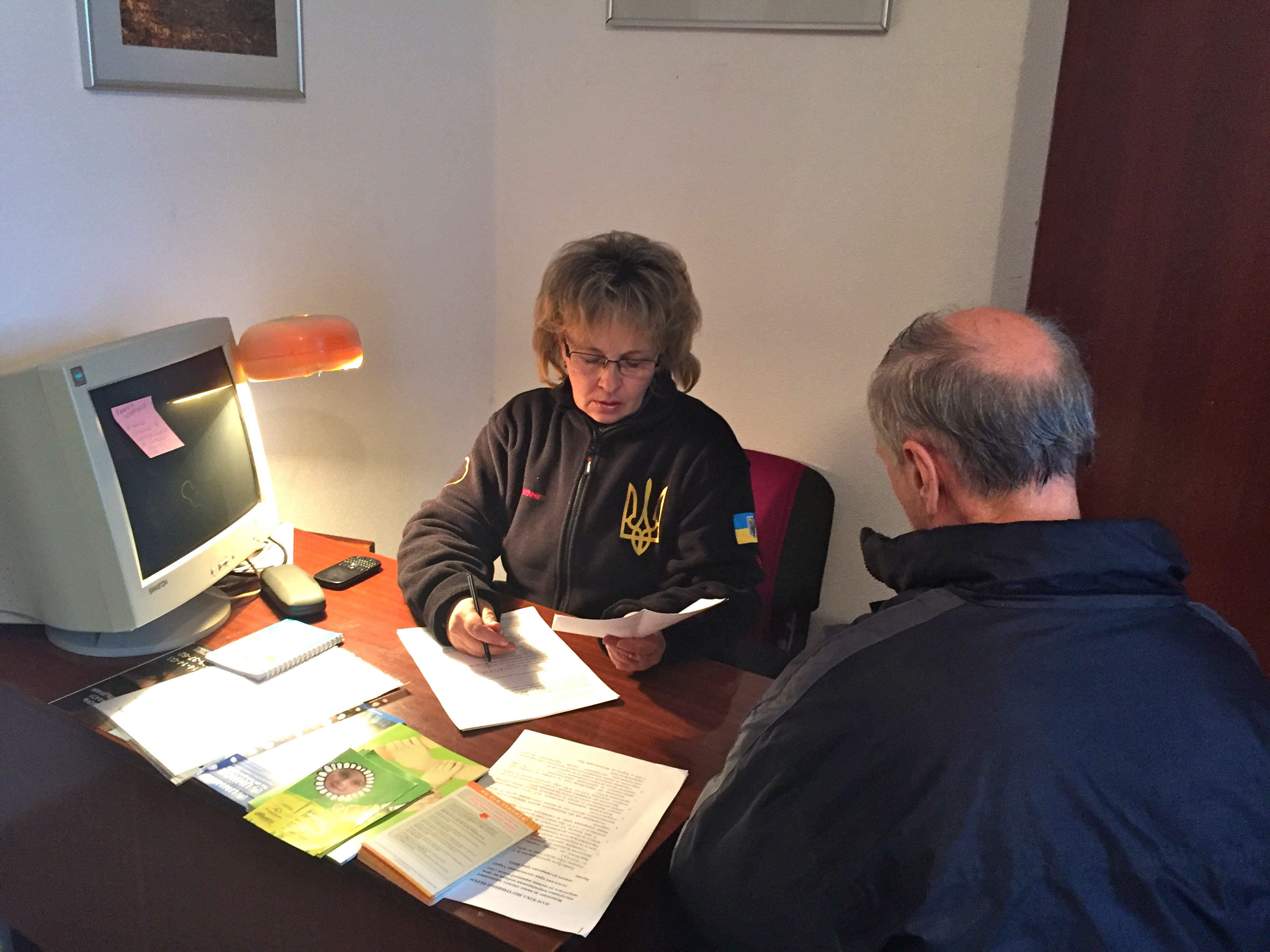
Соціальні консультанти працюють с ВПЛ

З жовтня 2014 року почав працювати волонтерський хостел «Станція Харків», куди поселяли переважно багатодітні родини, самотніх батьків з дітьми, вагітних жінок та літніх людей.

## Напрямки допомоги

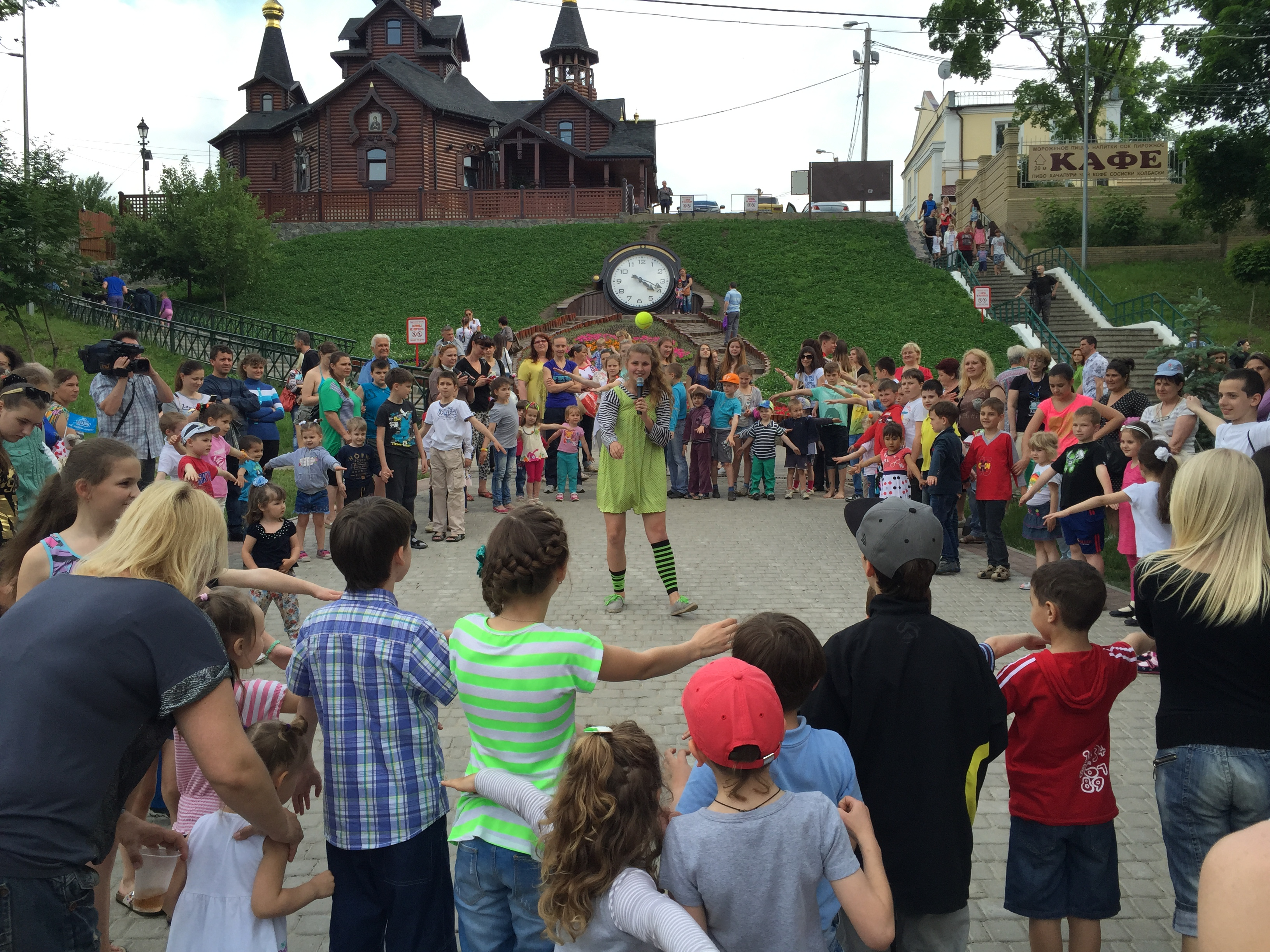
Свято для дітей-ВПО на День захисту дітей

- Первинні консультації
- Інформаційна підтримка
- Соціальна адаптація
- Психологічна підтримка
- Дитячі програми — дозвілля, навчання
- Тимичасове поселення
- Гуманітарна допомога (адресна)
- Підтримка медичного консультанта
- Юридичні консультації
- Консультації із працевлаштування
- Навчальні програми для дорослих
- Гаряча лінія

## Проєкти (міжнародна підтримка)
- «Станція Харків»: Підтримка та розвиток пункту допомоги ВПО на вокзалі — проєкт підтримав Міжнародний фонд «Відродження»[8].

- Станція «Успіх» — «Підтримка та розвиток бізнес-ініціатив» (реалізується в ролі партнерів) — проєкт підтримав Міжнародний фонд «Відродження».
- Станція «Родина» — «Підтримка соціальної згуртованості та інтеграції ВПО у Харкові» — за підтримки «Української ініціативи зі зміцнення упевненості» (UCBI)[9].
- «Станція права: консультативний та навчальний центр для ВПО» — проєкт підтримав Міжнародний фонд «Відродження».
- Станція «Регіон» — «Розширення і покращення доступу до інформації, юридичної допомоги, психосоціальної підтримки у м. Харкові та Харківській області» — проєкт підтримало УВКБ ООН[10].
- Станція «ЄС» — «Захист прав внутрішньо переміщених осіб в Україні» — проєкт підтримав Європейський Союз[11].
- Станція «Посмішка» — «Соціальна адаптація та реабілітація дітей та молоді з особливими потребами з числа вимушених переселенців» — проєкт підтримала ВБО «Український фонд „Благополуччя дітей“»[12].
- Станція «Спорт» — безкоштовний прокат велосипедів для ВПО — за підтримки UCBI («Українська ініціатива зі зміцнення упевненості») і чеської НУО NESEHNUTÍ[13].
- Станція «IT» — «вікно можливостей», навчання комп'ютерній грамотності — за підтримки уряду Естонії і НВО «Центр європейської інтеграції і розвитку України».
- Станція Нового покоління — «Психологічна адаптація дітей та підлітків ВПО у Харківській області» — проєкт підтримало Німецьке товариство міжнародного співробітництва (GIZ)[14].